# Sigfrido III di Eppstein

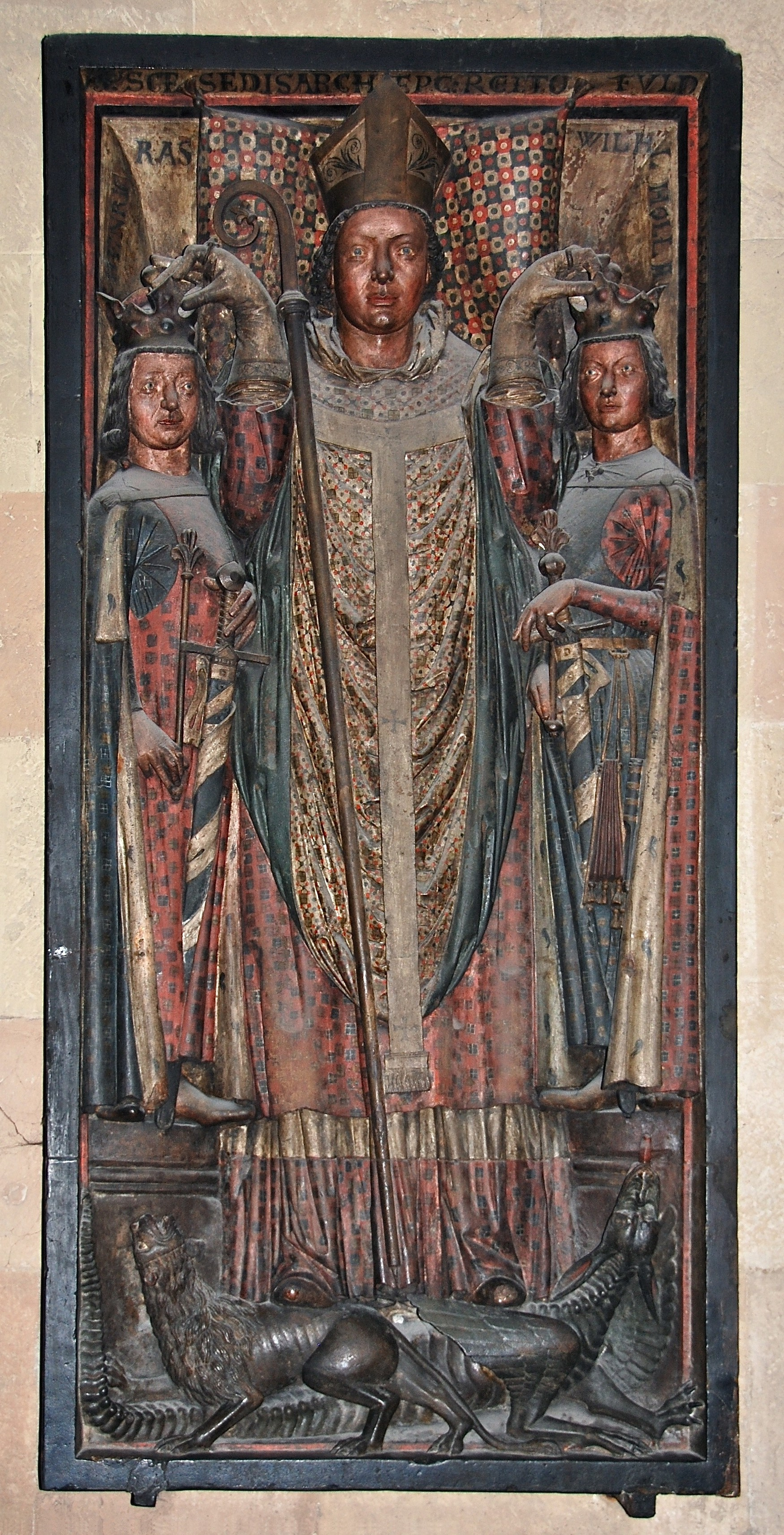
Tomba di Sigfrido IIi di Eppstein: i due uomini incoronati sono gli anti-re da lui promossi, Enrico Raspe di Turingia e Guglielmo II d'Olanda

Sigfrido III von Eppstein (1194 circa – Bingen, 9 marzo 1249) della stirpe dei von Eppstein, è stato arcivescovo di Magonza e arcicancelliere del Sacro Romano Impero.

## Biografia
Nipote, per via paterna, dell'arcivescovo Siegfried II von Eppstein e dell'arcivescovo di Treviri Dietrich von Wied (zio materno), Sigfrido III fu nel 1220 circa canonico a Magonza, prevosto di San Bartolomeo a Francoforte sul Meno e di San Pietro e Alessandro a Aschaffenburg. Verso la fine dell'anno (ottobre o novembre) 1230 fu scelto come successore dello zio.
Sigfrido III fu prima di tutto uomo politico dell'Impero.